# Де Врис, Рианне
Рианне де Врис (нидерл. Rianne de Vries; род. 14 декабря 1990) — нидерландская шорт-трекистка, участница зимних Олимпийских игр 2018 и  2022 годов, чемпионка мира и 2-кратная призёр чемпионатов мира, 4-кратная чемпионка Европы и 3-кратная призёр этих чемпионатов. Неоднократная чемпионка и призёр чемпионата Нидерландов.

## Биография
Рианне де Врис родилась в общине Херенвен, провинция Фрисландия. С раннего детства, а именно со школы занималась катанием на коньках. Первоначально занималась конькобежным спортом, а в шорт-треке тренировалась, чтобы улучшить технику локтевого сустава, профессионально тренироваться начала с 2009 года на базе клуба «Shorttrack Club Thialf» под руководством Йеруна Оттера. В 2011 году Де Врис дебютировала на взрослом чемпионате Нидерландов и сразу выиграла серебро в женской эстафете. Через год дебютировала на Кубке мира, а в 2013 году она впервые выиграла золото на чемпионате страны в составе женской эстафетной команды, а также завоевала серебро в беге на 1500 метров и бронзу на 1000 метров. 
После чего была выбрана в сборную для участия в чемпионате Европы. Через две недели участвовала на своём первом чемпионате Европы в Мальмё и заняла 24-е место в общей классификации. В 2014 году вновь стала чемпионкой в женской эстафете на Национальном чемпионате и заняла 3-е место на дистанции 500 метров. На очередном чемпионате Европы в Дрездене заняла 15-е место в многоборье. В январе 2015 года Де Врис выиграла чемпионат Нидерландов в забеге на 1000 метров и заняла 2-е место в забеге на 500 метров. Первую медаль на соревнованиях международного уровня она выиграла во время чемпионата Европы 2015 года в голландском Дордрехте. Её команда в женской эстафете на 3000 м с результатом 4.18,174 заняла второе место забега, опередив соперниц из Венгрии (4.18,658 — 3-е место), но уступила первенство спортсменкам из России (4.18,084 — 1-е место). 
В январе 2017 года она стала трёхкратным бронзовым призёром чемпионата страны на дистанциях 500, 1000 и 1500 метров. Участие в чемпионате Европы в Турине принесло в актив де Врис сразу две медали. Золотой наградой завершилось её выступление в забеге на 500 м. С результатом 44.263 она финишировала первой, опередив соперниц из Италии (44.320 — 2-е место) и Великобритании (44.548 — 3-е место). Следующая, бронзовая медаль, в активе де Врис была добыта в эстафете на 3500 м, где голландские шорт-трекистки с результатом 4:18.446 заняли третье место. Первенство забега было отдано спортсменкам из Венгрии (4:17.195 — 2-е место) и Италии (4:17.166 — 1-е место). Летом 2017 года она сломала лодыжку во время тренировки на льду. 
В самом начале января 2018 года на чемпионате Нидерландов Де Врис выиграла бронзовую медаль в забеге на 1500 метров, а 6 января поступила в больницу с травмой правой лодыжки. Эти травма в комплексе с прошлогодней травмой поставили под сомнение возможность её участия в забеге на 1000 метров в предстоящих Олимпийских играх. Однако на зимних Олимпийских играх 2018 де Врис была заявлена для участия в женской эстафете, но так и не была вызвана на лёд, аналогично как и на зимних Олимпийских играх 2014 года, она оказалась запасной шорт-трекисткой и потому не получила медаль.. В марте 2018 года на чемпионате мира в Монреале выиграла серебро в эстафете с Сюзанной Схюлтинг, Ярой ван Керкхоф и Ларой Ван Рёйвен. 
19 января 2019 года на чемпионате Европы в Дордрехте выиграла в эстафете золотую медаль. В марте на чемпионате мира в Софии заняла в общем индивидуальном зачёте 12-е место. На следующий год на очередном чемпионате Европы в Дебрецене вновь стала первой в эстафете, и на этапе Кубка мира в Дордрехте также выиграла золото в эстафете, а в марте из-за пандемии коронавируса COVID-19 все соревнования отменили почти на год. В начале 2021 года на чемпионате Нидерландов заняла 2-е место в смешанной эстафете и в общем зачёте стала 5-й, а через 2 недели на чемпионате Европы в Гданьске завоевала серебро эстафеты. В марте на чемпионате мира в Дордрехте с командой вновь стала золотой призёркой в эстафете.
В сезоне 2021/2022 Рианне де Врис дважды поднималась на первое место в составе эстафетной команды на этапах Кубка мира в Дебрецене и Дордрехте и участвовала на зимних Олимпийских играх в Пекине, где на дистанции 1500 метров заняла 16-е место. В апреле на чемпионате мира в Монреале она стала бронзовым призёром в женской эстафете, но в сумме многоборья заняла только 13-е место. В декабре 2022 года на этапе Кубка мира в Алматы, сезона 2022/2023, в составе женской команды заняла 2-е место в эстафете. Она объявила о завершении спортивной карьеры в феврале 2023 года, после выступлении на Кубке мира.

## Личная жизнь
Рианне де Врис обучалась в спортивном колледже общины Херенвен. (Sport Studies CIOS) Замужем за голландским шорт-трекистом Дане Бреувсме. В 2017 году она и её партнёр Дан Бреувсма купили ферму в Аккруме и в настоящее время проживают там, делая капитальный ремонт.